# Динюба (град, Калифорния)
Динюба (на английски: Dinuba) е град в окръг Тюлери, щата Калифорния, САЩ. Динюба е с население от 24 034 жители (по приблизителна оценка от 2017 г.) и обща площ от 8,9 km². Намира се на 102 m надморска височина. ЗИП кодовете му са 93618, а телефонният му код е 559.